# 1918 au Manitoba
Chronologie du Manitoba
- 1914
- 1915
- 1916
- 1917
- 1918
- 1919
- 1920
- 1921
- 1922

Cette page concerne des événements d'actualité qui se sont produits durant l'année 1918 dans la province canadienne du Manitoba.

## Politique
- Premier ministre : Tobias Crawford Norris
- Chef de l'Opposition :
- Lieutenant-gouverneur : James Albert Manning Aikins
- Législature :

## Naissances

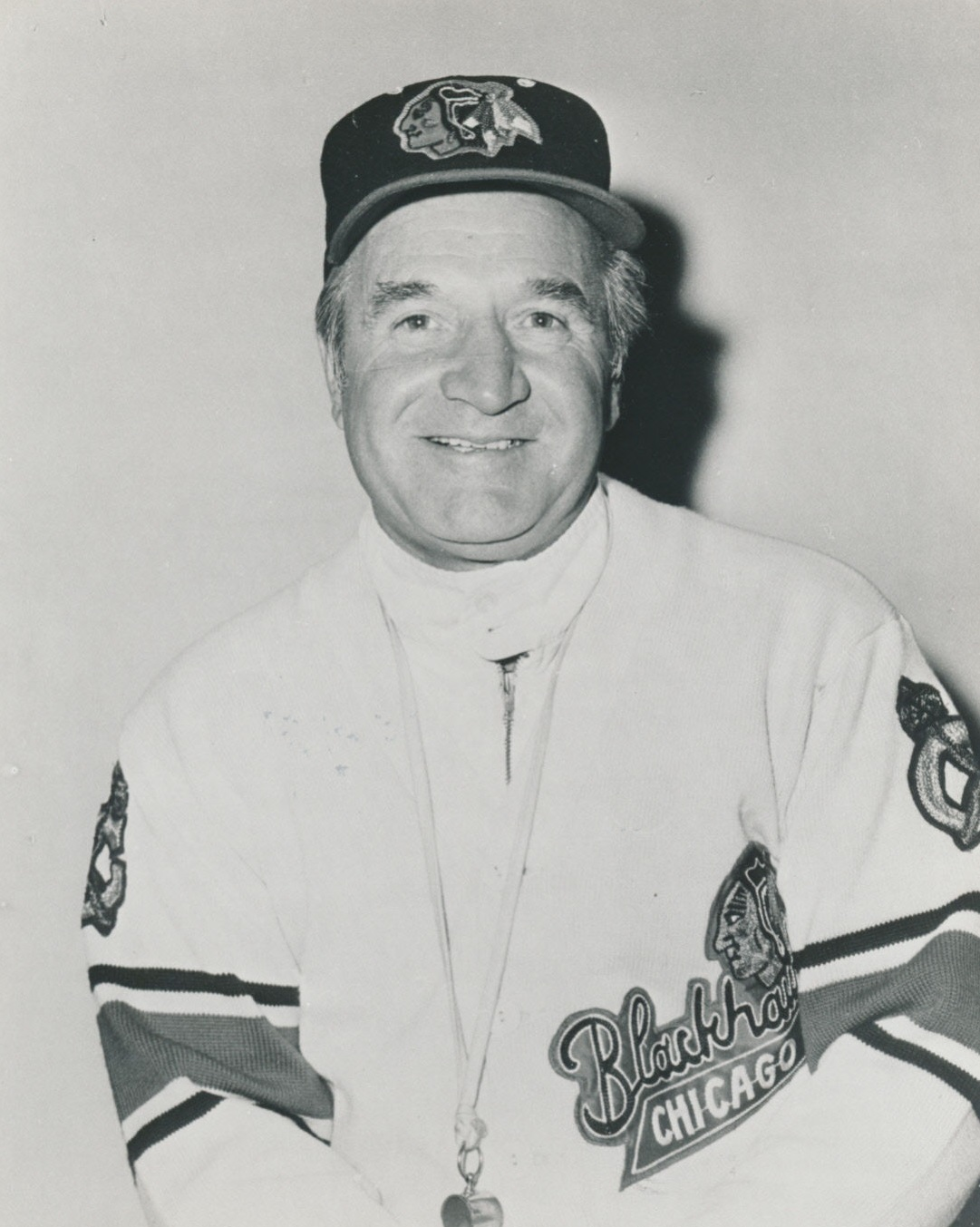
Billy Reay

- 26 janvier : William Francis Mackey est un professeur et linguiste canadien né à Winnipeg.
- 21 août : Billy T. Reay (né à Winnipeg — décédé le 23 septembre 2004 à Madison, dans l'État du Wisconsin aux États-Unis) est un joueur et entraîneur professionnel de hockey sur glace canadien[1].
- 23 décembre : Zara Nelsova de son vrai nom Sarah Nelson (née à Winnipeg - décédée à New York le 10 octobre 2002) était une violoncelliste d'origine russe, naturalisée américaine en 1953. Elle a joué sur un Stradivarius de 1726 et un Pietro Guarneri de 1735.